# 静岡県道277号磐田山梨線
静岡県道277号磐田山梨線（しずおかけんどう277ごう いわたやまなしせん）は、静岡県磐田市、袋井市を通る道路（県道）である。

## 概要

### 路線データ
- 陸上距離：11.0km
- 起点：静岡県磐田市見付（静岡県道413号磐田袋井線交点）
- 終点：静岡県袋井市山梨（静岡県道58号袋井春野線・静岡県道271号掛川山梨線・静岡県道374号浜松袋井線交点）（実際の起点は袋井市上山梨）

## 重複区間
- 静岡県道61号浜北袋井線 (0.1km)
- 静岡県道374号浜松袋井線 (3.8km)

太田川の深見橋で、静岡県道61号浜北袋井線と静岡県道374号浜松袋井線が重複している。

## 通過する自治体
- 静岡県
  - 磐田市 - 袋井市

## 主な接続路線
起点から順に
- 静岡県道413号磐田袋井線(旧国道1号)
- 静岡県道374号浜松袋井線
- 静岡県道61号浜北袋井線
- 静岡県道273号山梨敷地停車場線
- 静岡県道58号袋井春野線
- 静岡県道271号掛川山梨線

## 特徴
- 起点からしばらくは住宅街を走る。国道1号磐田バイパスの上を橋で渡ってしばらく走ると住宅が少なくなる。
- 東名高速道路を橋で渡った先は急カーブがあり、1つは中央分離帯付きである。そこから坂道を進んでしばらくすると新笠梅橋西交差点で静岡県道374号浜松袋井線と交差、以後重複して行く。
- 袋井市に入ると太田川の右岸の堤防を走り、深見橋で静岡県道61号浜北袋井線と少しの間重複してから左岸に移る。その後は深山橋交差点からセンターラインが無くなっていたが、2018年夏ごろ拡幅された。
- 堤防を降りた後はイオン袋井店の近くを通り、終点の交差点に至る。終点の交差点では、2020年（令和2年）12月23日に都市計画道路山梨中央通り線が開通したため、静岡県道271号掛川山梨線と繋がった。